# Gran Premio motociclistico delle Nazioni 1968
Il Gran Premio motociclistico delle Nazioni fu l'ultimo appuntamento del motomondiale 1968.
Si svolse il 15 settembre 1968 presso l'Autodromo di Monza. Erano in programma tutte le classi meno la 50; la corsa dei sidecar fu annullata per decisione governativa e recuperata un mese dopo ad Hockenheim.
Nelle gare di 350 e 500 Giacomo Agostini ebbe scarsa concorrenza; solo Mike Hailwood, ingaggiato dalla Benelli in extremis (avrebbe dovuto correre con l'MV Agusta, ma l'inglese abbandonò la squadra di Cascina Costa in maniera polemica) per la gara della 500, riuscì a dargli filo da torcere fino alla sua caduta. Il "Nazioni" fu l'ultimo Gran Premio motociclistico disputato dal britannico, che si sarebbe dedicato di lì a poco all'automobilismo.
La gara della 250 avrebbe dovuto essere quella decisiva per l'assegnazione del titolo della categoria, ma così non fu: Phil Read, vincendo, si ritrovò con gli stessi punti del compagno di Marca Bill Ivy, secondo a causa di un "dritto" alla Parabolica. Il titolo sarà assegnato durante il congresso FIM di fine stagione a Read per somma di tempi.
In 125, Ivy vinse davanti a Read e alla Suzuki di Anscheidt.
In occasione del Gran Premio si svolsero anche delle gare del campionato Italiano Juniores, vinte da Mincini (125), Conti (175) e Bianchi (250).

## Classe 500

### Arrivati al traguardo
| Pos. | Pilota                | Moto      | Tempo        | Punti |
| ---- | --------------------- | --------- | ------------ | ----- |
| 1    | Giacomo Agostini      | MV Agusta | 1h 07' 44" 6 | 8     |
| 2    | Renzo Pasolini        | Benelli   | +34" 6       | 6     |
| 3    | Angelo Bergamonti     | Paton     | +2 giri      | 4     |
| 4    | Alberto Pagani        | LinTo     | +4 giri      | 3     |
| 5    | Silvano Bertarelli    | Paton     | +4 giri      | 2     |
| 6    | Kelvin Carruthers     | Norton    | +4 giri      | 1     |
| 7    | Rodney Gould          | Norton    | +4 giri      |       |
| 8    | John Dodds            | Norton    | +4 giri      |       |
| 9    | Peter Williams        | Matchless | +5 giri      |       |
| 10   | Ron Chandler          | Seeley    | +5 giri      |       |
| 11   | Walter Scheimann      | Norton    | +5 giri      |       |
| 12   | Paolo Campanelli      | Matchless | +6 giri      |       |
| 13   | Gianfranco Domeniconi | Norton    | +6 giri      |       |
| 14   | Paul Eickelberg       | Norton    | +7 giri      |       |

### Ritirati
| Pilota             | Moto      | Motivo ritiro |
| ------------------ | --------- | ------------- |
| Benedetto Zambotti | Bianchi   |               |
| Mike Hailwood      | Benelli   | caduta        |
| Vasco Loro         | Norton    |               |
| Bill Smith         | Paton     |               |
| Emanuele Maugliani | Norton    |               |
| Gilberto Milani    | LinTo     |               |
| Rex Butcher        | Norton    |               |
| Gyula Marsovszky   | Matchless |               |
| Giovanni Perrone   | Matchless |               |
| Jack Findlay       | Matchless |               |
| Bohumil Staša      | ČZ        |               |
| Dan Shorey         | Norton    |               |
| Franco Trabalzini  | Norton    |               |
| Derek Woodman      | Seeley    |               |
| Billie Nelson      | Paton     |               |
| Godfrey Nash       | Norton    |               |

## Classe 350
30 piloti alla partenza, 13 al traguardo.

### Arrivati al traguardo
| Pos. | Pilota             | Moto              | Tempo     | Punti |
| ---- | ------------------ | ----------------- | --------- | ----- |
| 1    | Giacomo Agostini   | MV Agusta         | 54' 26" 2 | 8     |
| 2    | Renzo Pasolini     | Benelli           | +47" 9    | 6     |
| 3    | Silvio Grassetti   | Benelli           | +1 giro   | 4     |
| 4    | Bohumil Staša      | ČZ                | +2 giri   | 3     |
| 5    | Bruno Spaggiari    | Ducati            | +2 giri   | 2     |
| 6    | František Šťastný  | Jawa              | +3 giri   | 1     |
| 7    | Peter Williams     | AJS               | +3 giri   |       |
| 8    | Brian Steenson     | Aermacchi         | +3 giri   |       |
| 9    | Rex Butcher        | Kawasaki          | +3 giri   |       |
| 10   | P. Lentini         | Aermacchi         | +3 giri   |       |
| 11   | Dieter Braun       | Aermacchi         | +4 giri   |       |
| 12   | Derek Woodman      | Metisse-Aermacchi | +5 giri   |       |
| 13   | Roberto Patrignani | Aermacchi         | +5 giri   |       |

## Classe 250
30 piloti alla partenza.

### Arrivati al traguardo
| Pos. | Pilota           | Moto      | Tempo     | Punti |
| ---- | ---------------- | --------- | --------- | ----- |
| 1    | Phil Read        | Yamaha    | 42' 35" 4 | 8     |
| 2    | Bill Ivy         | Yamaha    | +1' 51"   | 6     |
| 3    | Santiago Herrero | OSSA      | +1 giro   | 4     |
| 4    | Gordon Keith     | Yamaha    | +1 giro   | 3     |
| 5    | Jack Findlay     | Yamaha    | +2 giri   | 2     |
| 6    | Rex Butcher      | Suzuki    | +2 giri   | 1     |
| 7    | Heinz Rosner     | MZ        | +2 giri   |       |
| 8    | Ginger Molloy    | Bultaco   | +2 giri   |       |
| 9    | Lothar John      | Suzuki    | +3 giri   |       |
| 10   | Luciano Spinello | Bultaco   | +3 giri   |       |
| 11   | Walter Villa     | Montesa   | +4 giri   |       |
| 12   | László Szabó     | MZ        | +4 giri   |       |
| 13   | Paul Eickelberg  | Aermacchi | +4 giri   |       |
| 14   | Bill Smith       | Yamaha    | +4 giri   |       |

## Classe 125

### Arrivati al traguardo
| Pos. | Pilota               | Moto          | Tempo     | Punti |
| ---- | -------------------- | ------------- | --------- | ----- |
| 1    | Bill Ivy             | Yamaha        | 36' 23" 3 | 8     |
| 2    | Phil Read            | Yamaha        | +6' 18" 5 | 6     |
| 3    | Hans-Georg Anscheidt | Suzuki        | +1 giro   | 4     |
| 4    | Dave Simmonds        | Kawasaki      | +1 giro   | 3     |
| 5    | László Szabó         | MZ            | +1 giro   | 2     |
| 6    | Dieter Braun         | Neckermann-MZ | +1 giro   | 1     |
| 7    | Francesco Villa      | Villa         | +1 giro   |       |
| 8    | Lothar John          | MZ            | +2 giri   |       |
| 9    | János Reisz          | MZ            | +2 giri   |       |
| 10   | Ginger Molloy        | Bultaco       | +2 giri   |       |
| 11   | Salvador Cañellas    | Bultaco       | +2 giri   |       |
| 12   | Kelvin Carruthers    | Honda         | +2 giri   |       |
| 13   | Kent Andersson       | MZ            | +2 giri   |       |
| 14   | Alberto Pagani       | Aermacchi     | +2 giri   |       |
| 15   | Walter Scheimann     | Honda         |           |       |